# Chrysanympha formosa
Chrysanympha formosa là một loài bướm đêm trong họ Noctuidae.